# Stellantis
 (транскр.  Стелантис) међународни је произвођач аутомобила. Настао је 2021. спајањем италијанско-америчког конгломерата Fiat Chrysler Automobiles (FCA) и француског PSA Group. Седиште се налази у Амстердаму.
Stellantis дизајнира, производи и продаје аутомобиле са својих 14 брендова: Abarth, Alfa Romeo, Chrysler, Citroën, , , , , , Maserati, Opel, Peugeot, Ram и Vauxhall. Од 2023. Stellantis је четврти произвођач аутомобила по продаји на свету, иза предузећа Toyota, Volkswagen Group и Hyundai Motor Group. У време спајања, Stellantis је имао око 300.000 запослених, присуство у више од 130 држава и производне погоне у 30 земаља.

## Брендови
| Бренд | Земља порекла        | Оснивање |
| ----- | -------------------- | -------- |
|       | Италија              | 1949.    |
|       | Италија              | 1910.    |
|       | САД                  | 1925.    |
|       | Француска            | 1919.    |
|       | САД                  | 1914.    |
|       | Француска            | 2014.    |
|       | Италија              | 1899.    |
|       | САД                  | 1943.    |
|       | Италија              | 1906.    |
|       | Италија              | 1914.    |
|       | Немачка              | 1862.    |
|       | Француска            | 1810.    |
|       | САД                  | 2010.    |
|       | Уједињено Краљевство | 1857.    |

## Историја
Почетком 2019. године, Фијат Крајслер аутомобилиFiat Chrysler Automobiles (FCA) је тражио спајање са француским произвођачем аутомобила Рено и постигао привремени споразум са компанијом. Понашање француске владе током преговора довело је до одустајања од договора; Економист је известио да је „за FCA ово представљало будуће мешање“. Нисан је такође имао различите забринутости у вези са утицајем предлога на његов савез са Реноом. Након тога, FCA се обратио Пежоу (PSA). Спајање које је договорено у децембру 2019. требало је да створи четвртог по величини светског произвођача аутомобила по глобалној продаји возила са очекиваном годишњом уштедом од 3,7 милијарди евра, или око 4,22 милијарде долара.
Европска комисија је 21. децембра 2020. одобрила спајање, уз наметање минималних правних средстава за осигурање конкуренције у сектору. Спајање је одобрено 4. јануара 2021. од стране акционара и FCA и PSA. Посао је завршен 16. јануара 2021, а спојена компанија је следећег дана преименована у Стелантис Н.В. Обичне акције нове компаније почеле су да се тргују на Миланској берзи и Euronext Paris 18. јануара 2021. и на Њујоршкој берзи 19. јануара 2021. године, под ознаком „STLA”.
PSA се спојила са Фијат Крајслер аутомобилима Н.В, са потоњом организацијом као преживелом компанијом при спајању. Дана 17. јануара 2021, комбинована компанија је преименована у Стелантис Н.В. Међународни стандарди финансијског извештавања, или IFRS, налажу идентификацију компаније која делује као стицалац и компаније која се преузима. Пежо се сматра стицаоцем у рачуноводствене сврхе, а изјаве одражавају историјске податке PSA. Према извештају, Стелантисов одбор је имао 11 директора, шест из PSA и пет из Фијат Крајслера.
Први извршни директор нове компаније, који је имао пуна овлашћења да заступа Стелантис, био је Карлос Таварес, бивши председник управног одбора PSA, као и бивши извршни директор PSA групе, са петогодишњим мандатом као извршни директор Стелантиса. Акционари PSA платили су премију пре спајања акционарима FCA. Ексор, породична компанија Ањели која је била највећи акционар FCA, имала је највећи удео у Стелантису са 14,4%. Споразуми о спајању омогућили су породици Пежо да повећа свој тренутни удео од 7,2% у Стелантису за додатних 1,5% куповином акција од француског државног зајмодавца Бпифранс, од Донгфенга, или на тржишту.
Име Стелантис се искључиво користи за идентификацију корпоративног ентитета, док групни брендови и логотипи остају непромењени. Године 2021, извршни директор Карлос Таварес је поставио изазов за брендове групе да се докажу у року од 10 година, у замену за преко потребна улагања у нове моделе и технологију. Група је планирала да до краја 2021. има на располагању 29 модела електрификованих возила. Стелантис је планирао да развије четири ЕВ платформе до краја 2020-их. Све у свему, компанија је најавила да ће до краја 2021. године бити уложено више од 30 милијарди евра.
Мрежа станица за пуњење је почела у новембру 2021. године. У трећем кварталу 2021, Стелантисова продаја нових возила је опала због проблема узрокованих несташицама у ланцу снабдевања полупроводничких чипова који се користе у њиховим возилима. Стелантис је склопио уговор са произвођачем полупроводника Фокскон да испоручи чипове за компанију и друге у аутомобилској индустрији. У јуну 2022. године компанија је одложила производњу у две француске фабрике због несташице полупроводника.
У априлу 2022, Стелантис је зауставио операције у Русији, услед логистичких потешкоћа и санкција уведених тој земљи због руске инвазије на Украјину 2022. Руски оператери су 15. фебруара 2024. године, у сарадњи са Донгфенг Мотор групом, покренули производњу нових модела Цитроена у Стелантисовој фабрици са већинским власништвом у Калуги у Русији, упркос томе што је Стелантис зауставио своје руске операције у априлу 2022. Стелантис је тврдио да је „изгубио контролу над својим ентитетима у Русији”.